# Yvan Richard
Yvan Richard (* 11. Dezember 1950) ist ein ehemaliger französischer Skispringer.

## Werdegang
Sein internationales Debüt gab Richard bei der Nordischen Skiweltmeisterschaft 1970 in Štrbské Pleso. Von der Großschanze sprang er auf 73 und 80 Meter und erreichte damit den 62. Platz.
Bei der Vierschanzentournee 1971/72 startete Richard in drei der vier Springen. Jedoch kam er in keinem Springen unter die besten 80 und beendete die Tournee mit 412,8 Punkten am Ende auf Rang 96 der Gesamtwertung. Bei den folgenden Olympischen Winterspielen 1972 in Sapporo kam er ebenfalls nicht auf Top-Ergebnisse. Nach Rang 54 von der Normalschanze belegte er Rang 49 von der Großschanze.
Bei der Vierschanzentournee 1973/74 bestritt er alle vier Springen und erreichte auf der Bergiselschanze in Innsbruck mit Rang 74 sein bestes Tournee-Einzelresultat. In der Gesamtwertung belegte er nach Abschluss der Tournee den 83. Platz.

## Statistik

### Vierschanzentournee-Platzierungen
| Saison  | Platz | Punkte |
| ------- | ----- | ------ |
| 1971/72 | 96.   | 412,8  |
| 1973/74 | 83.   | 528,5  |